# SN 2009jk
SN 2009jk – supernowa typu II-P odkryta 24 sierpnia 2009 roku w galaktyce A063103+2449. W momencie odkrycia miała maksymalną jasność 23,00m.